# Haus von Peter I.
Das Haus von Peter I. (ukrainisch Будинок Петра I) ist ein denkmalgeschütztes Gebäude im historischen Stadtteil Podil der ukrainischen Hauptstadt Kiew.
Der Name stammt von der Annahme, dass der russische Zar Peter I. im August 1706 und im Januar 1707 das Gebäude bewohnte, als er den Bau der Kiewer Festung überwachte.
Das Ende des 17. oder Anfang des 18. Jahrhunderts auf der Kostjantyniwska-Straße (вул. Костянтинівська) Nummer 6–8 Ecke Chorywa-Straße (вулицею Хорива) errichtete Eckhaus wurde als Amtssitz des Kiewer Bürgermeisters erbaut. Es steht quer zur Straße, da es bereits vor dem Großbrand in Podil von 1811 erbaut wurde, den es als eines der wenigen Gebäude Podils nahezu unbeschadet überstand.
Das Gebäude besitzt in seiner Grundarchitektur, obwohl vielfach erweitert und umgebaut, Ähnlichkeiten mit dem etwa zur gleichen Zeit erbauten Haus Masepa, das ebenfalls in Podil liegt. Der Mitte des 18. Jahrhunderts vom Architekten Iwan Hryhorowytsch-Barskyj hinzugefügte Risalit dominiert noch heute die Hausfassade.

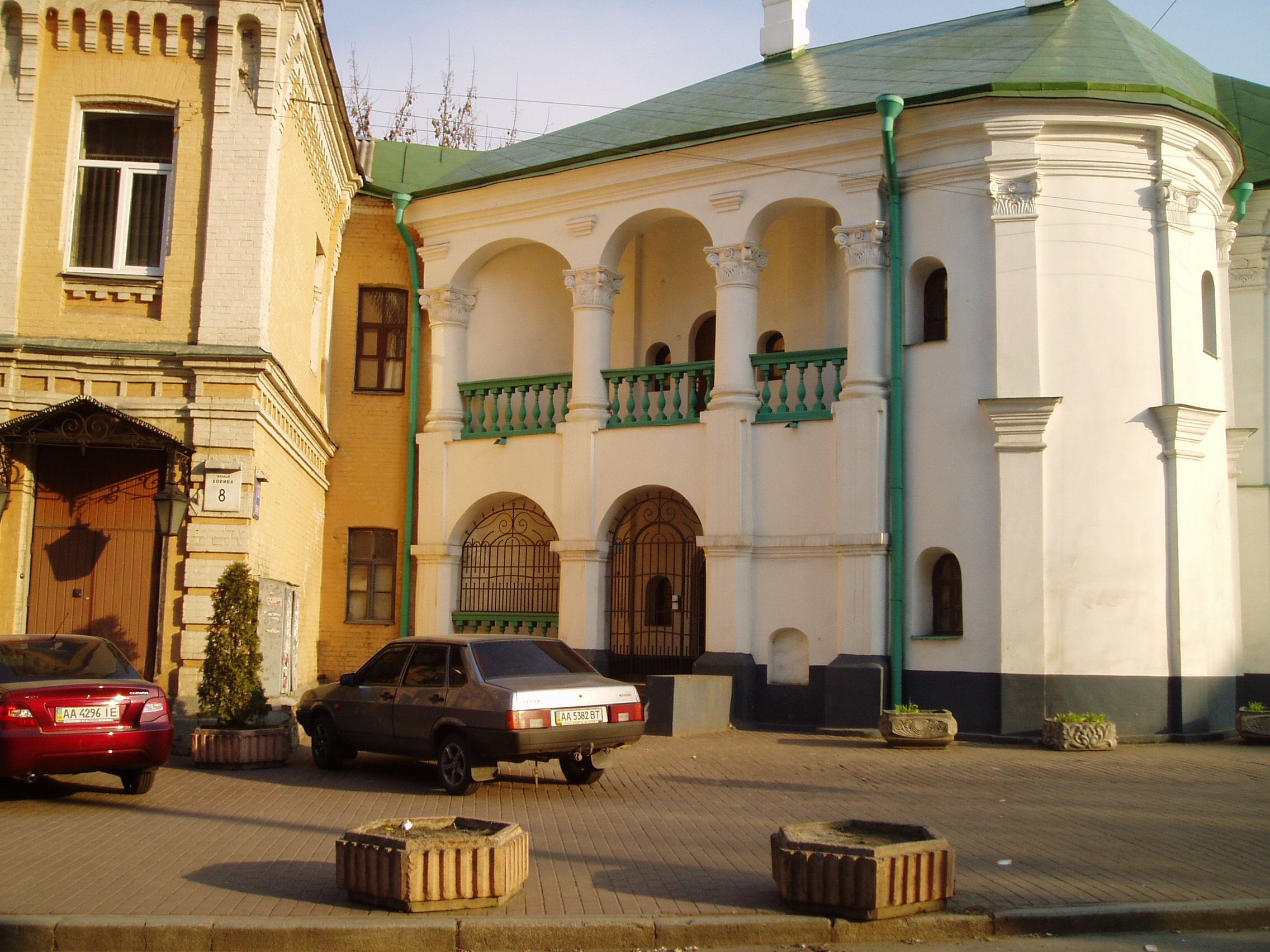
Rückseite des Hauses

Ab 1787 wurde das Gebäude als Irrenanstalt, ab 1811 als Schule und ab 1861 als Waisenhaus genutzt. Seit 1978 ist in dem Gebäude, dass seit 1963 ein Architekturdenkmal ist, das Museum der Wohltätigkeit in Kiew, eine Außenstelle des Museums der Geschichte Kiews untergebracht.